# Clair Obscur: Expedition 33
Clair Obscur: Expedition 33 is een RPG-computerspel uit 2025, ontwikkeld door de Franse gamestudio Sandfall Interactive en uitgegeven door Kepler Interactive. Het spel speelt zich af in een duistere fantasiewereld, geïnspireerd op de belle époque en volgt de vrijwilligers van Expeditie 33 die eropuit trekken om de Paintress te vernietigen, een wezen dat de jaarlijkse Gommage veroorzaakt, waarbij iedereen die ouder is dan een steeds lagere leeftijd, wordt uitgewist.
De ideeën achter Clair Obscur ontstonden in 2019 bij Guillaume Broche, een werknemer van Ubisoft. De ideeën waren geïnspireerd door een van zijn jeugdfavoriete spellen, de Final Fantasy-serie. Zijn doel was om een realistisch ogende turn-based RPG te maken, waarvan hij vond dat die te veel was verwaarloosd door de grote gameontwikkelaars. Broche verliet daarop Ubisoft en richtte Sandfall Interactive op. Door vrienden en contacten te benaderen en via Reddit en online forums potentiële collega's te werven, wist hij een 30-koppig team samen te stellen.
Clair Obscur: Expedition 33 werd uitgebracht voor PlayStation 5, Windows en Xbox Series X/S op 24 april 2025. De game kreeg lovende recensies en werd een commercieel succes. Binnen drie dagen na de release werden er al één miljoen exemplaren van verkocht.